# ГЕС Валльзе-Міттеркірхен
ГЕС Валльзе-Міттеркірхен — гідроелектростанція на річці Дунай, на межі провінцій Верхня та Нижня Австрія. Розташована між іншими ГЕС дунайського каскаду — Абвінден-Астен (вище за течією) та Ібс-Перзенбойг.
Будівництво електростанції розпочалось у 1965-му та завершилось в 1969-му. При цьому річку перекрили водопропускною греблею висотою 32 метри та довжиною 470 метрів. Біля лівого берега в ній обладнано два типові для ГЕС дунайського каскаду судноплавні шлюзи з довжиною та шириною шлюзової камери 230 і 24 метри відповідно, біля правого — машинний зал. У центральній частині греблі знаходяться шість водопропускних шлюзів. Враховуючи створюваний греблею підпір, при її спорудженні було необхідно відкоригувати русла кількох річок та струмків, які впадають до Дунаю.
Основне обладнання станції становлять шість турбін типу Каплан загальною потужністю 210 МВт. При напорі у 10,8 метра вони забезпечують річне виробництво на рівні до 1,34 млрд кВт·год.
ГЕС Валльзе-Міттеркірхен обладнана спеціальним каналом для пропуску риби.